# Diabologum
Diabologum est un groupe de rock français, originaire de Toulouse, en Haute-Garonne, actif entre 1993 et 1998.
Le groupe, signé au label Lithium, compte au total trois albums studio : C'était un lundi après-midi semblable aux autres (1993), Le Goût du jour (1994), et #3 (1996).

## Biographie

### Débuts
Le groupe, originaire de Toulouse, se forme en 1993 autour de Michel Cloup, Arnaud Michniak, Pierre Capot et Anne Tournerie, alias « Mademoiselle Ange » . Michel Cloup vient alors de quitter Lucie Vacarme, groupe de shoegazing signé chez Lithium dans lequel il tient la guitare et qui a fait la première partie de Sonic Youth à Marseille,. Les quatre étudiants animent une émission baptisée Infra sur Radio FMR à Toulouse, durant laquelle ils expérimentent leurs premiers montages sonores et textuels. Pendant leur temps libre, les membres de Diabologum enregistrent sur un magnétophone quatre pistes leurs idées, des collages et des chansons qui serviront de matériaux au premier album du groupe.
C'était un lundi après midi semblable aux autres parait en 1993 chez Lithium, il contient une reprise de Dominique A, Le Courage des oiseaux. Ce dernier participe également au titre Le Discours de la méthode. Pour ce premier enregistrement, le style du groupe est fait de chansons aux sonorités lo-fi et de collages expérimentaux « arty ». Avec de nombreux samples et le morceau Sticky Hair-pin qui met en musique un extrait de Sailor et Lula de David Lynch, l'influence cinématographique est déjà un paramètre fort de la musique de Diabologum.
Denis Degioanni (batteur) intègre ensuite le groupe, lors de l'enregistrement du deuxième album Le goût du jour qui sort en 1994. Ce disque est musicalement plus pop que le précédent. Lors de la tournée issue de ce deuxième album, Diabologum fait notamment la première partie de Frank Black sur plusieurs dates. Sur scène, le groupe amorce son évolution musicale en interprétant son répertoire avec un son plus rock, ainsi que le morceau La maman et la putain, issu de l'album à venir.

### #3
Après la sortie du second album, Pierre Capot et Anne Tournerie quittent le groupe afin d'exercer leur métier de professeur. Un nouveau bassiste, Richard Roman est recruté en 1995 sur petite annonce, ce dernier contribue à apporter à Diabologum un nouveau son. À cette époque, les membres du groupe se nourrissent de nouvelles influences, écoutent du spoken word, Gil Scott-Heron ou Brigitte Fontaine. Ainsi que du rap français, Wu-Tang Clan et les Beastie Boys. Le milieu des années 1990 est aussi marqué par le dynamisme de la scène noise en France avec des groupes comme Prohibition, Bästard ou Sloy. Le groupe va alors créer son propre style, en remplaçant le chant par des textes parlés en français, plaqués sur des guitares « noisy », mais néanmoins mélodiques, le tout accompagné de samples,, Arnaud Michniak et Michel Cloup alternent l'écriture des textes et le chant.
En octobre 1996, Diabologum sort toujours chez lithium l'album #3, enregistré au Studio Black Box près d'Angers. Ce disque fera date et inspirera de nombreuses vocations dans le rock français, il contient le titre La Maman et la putain, qui est une mise en musique du monologue de l'actrice Françoise Lebrun tiré du film de Jean Eustache. La réaction de l'album est dans la presse fortement contrastée : Les Inrockuptibles sont élogieux, font leur couverture avec le groupe toulousain, les qualifiant de « bombe incendiaire dans le rock français ». De son côté, Rock n' Folk sous la plume d'Alexis Bernier massacre l'album : « ce triste objet ne mérite même pas qu'on s'acharne sur son sort. Disons rapidement que les Diabologum ne savent ni jouer […], ni composer […], ni chanter […], ni même parler. […] Texte après texte, on reste confondu par la bêtise prétentieuse de la littérature des Diabologum. […] Quand ces gens comprendront-ils qu'eux aussi ont leur part de responsabilité dans le suicide des Jean Eustache et des Guy Debord dont ils se gargarisent ? La bêtise humaine avait fini par avoir leur peau, leur mort n'a rien arrangé. Laissons les au moins en paix. Les Diabologum ne sont rien et leurs zélateurs moins que rien. »
Le disque, à sa sortie, s'écoule à plus de 20 000 exemplaires, durant l'année 1997, Diabologum donne de nombreux concerts en France et à l'international, le groupe est invité à jouer en direct lors de l'émission Nulle part ailleurs sur Canal+ et se produit devant 30 000 personnes en ouverture de Noir Désir lors du festival Un jour à Bordeaux organisé par le quatuor bordelais. Ils continuent également à enregistrer une dizaine de titres (qui seront rassemblés sur la réédition de #3 en 2015).
Après deux années riches en sollicitations, des tensions apparaissent dans le groupe quant à l'orientation à donner à leur carrière, Arnaud Michniak est partisan d'une démarche plus radicale et souhaite cesser les concerts et les entrevues tandis que le reste du groupe ne souhaite pas renoncer à la médiatisation de leur musique. Diabologum donne son dernier concert à la Knitting Factory de New York en avril 1998 puis se sépare la même année à la suite du départ d'Arnaud Michniak.

## Carrières en solo et réédition
Après la séparation de Diabologum en 1998, Michel Cloup fonde le groupe Expérience, tandis qu'Arnaud Michniak continue en solo avec Programme.
En octobre 2011, après 13 ans d'absence, Diabologum se reforme pour une date unique aux Rockomotives de Vendôme dans une atmosphère « revival »,. En invitée surprise, Françoise Lebrun vient en personne accompagner le groupe sur le titre La Maman et la Putain.
En janvier 2015, l'album #3 est réédité sur le label Ici d’Ailleurs, avec un disque bonus de onze titres rares et inédits.
En juin 2020, les deux premiers albums du groupe sont réédités à l'occasion du Disquaire day.

## Discographie

### Participations
- 1997 : À côté, sur Douze Inédits #1 (Lithium)
- 1998 : Comme un seul homme - duo avec Daniel Darc sur Et si nous n'avions pas été là l'histoire aurait été la même mais racontée par d'autres